# 木吒
木叉，俗作木吒（木叱），原為佛教名詞「波羅提木叉」之別稱，亦為用於人名。

## 概說
木叉為佛教歷史上的真實人物，為唐代高僧僧伽的三名弟子之一。（另外兩名為慧岸與慧儼。）由於曾有人與僧伽法師談法時，見到法師變成十一面觀音之相，且將僧伽法師亦被視為觀世音菩薩的化身，因此在後人可能於創作上穿鑿附會，在雜劇《西遊記》中將木叉寫成了觀世音菩薩的弟子。此一人物設定之後沿用至小說《西遊記》中，並將木叉與慧岸揉合成了「護法惠岸行者，俗名『木叉』」（或作木叉惠岸）。

## 宗教信仰

### 廟宇
| 台灣              |                                    |                    |        |
| 建立年份          | 廟宇名稱                           | 縣市               | 備註   |
| 1761年            | 西衛開元宮                         | 臺南市善化區       | [ 12 ] |
| 1786年            | 湖西村天后宫                       | 澎湖縣湖西鄉湖西村 | [ 13 ] |
| 1823年            | 建安宮                             | 臺南市南區         | [ 14 ] |
| 1851年            | 陳厝厝永興宮                       | 彰化縣永靖鄉東寧村 | [ 15 ] |
| 1903年            | 乾元宮順化堂                       | 雲林縣斗南鎮明昌里 | [ 16 ] |
| 1924年            | 財團法人高雄大港埔祖師廟           | 高雄市             | [ 17 ] |
| 1930年            | 龍興宮                             | 高雄市             | [ 18 ] |
| 1945年            | 廣興宮                             | 屏東縣屏東市廣興里 | [ 19 ] |
| 1945年            | 財團法人屏東縣長治鄉福崙宮         | 屏東縣長治鄉崙上村 | [ 20 ] |
| 1948年            | 南天宮                             | 屏東縣崁頂鄉園寮村 | [ 21 ] |
| 1949年            | 大和元帥宮                         | 屏東縣東勢村新生路 | [ 22 ] |
| 1959年（前殿）    | 天龍宮                             | 雲林縣斗六市久安里 | [ 23 ] |
| 1965年            | 壽桃宮                             | 彰化縣埔心鄉埔心村 | [ 24 ] |
| 1966年            | 社腳金興宮                         | 苗栗縣後龍鎮復興里 | [ 25 ] |
| 1972年            | 船仔頭太子宮                       | 屏東縣東港鎮船頭里 | [ 26 ] |
| 1976年            | 財團法人台灣省嘉義市南天門太子行宮 | 嘉義市             | [ 27 ] |
| 1981年            | 聖武宮                             | 臺東縣成功鎮三以里 | [ 28 ] |
| 1982年            | 馬山厝永安宮                       | 雲林縣東勢鄉四美村 | [ 29 ] |
| 1982年            | 溫厝角溫勝宮                       | 雲林縣斗南鎮將軍里 | [ 30 ] |
| 1987年            | 埤墘村順興宮                       | 彰化縣伸港鄉埤墘村 | [ 31 ] |
| 1988年            | 普慶宮                             | 彰化縣和美鎮       | [ 32 ] |
| 1647年 明永曆元年 | 沙淘宮                             | 台南市中西區       | [ 33 ] |

## 文學形象

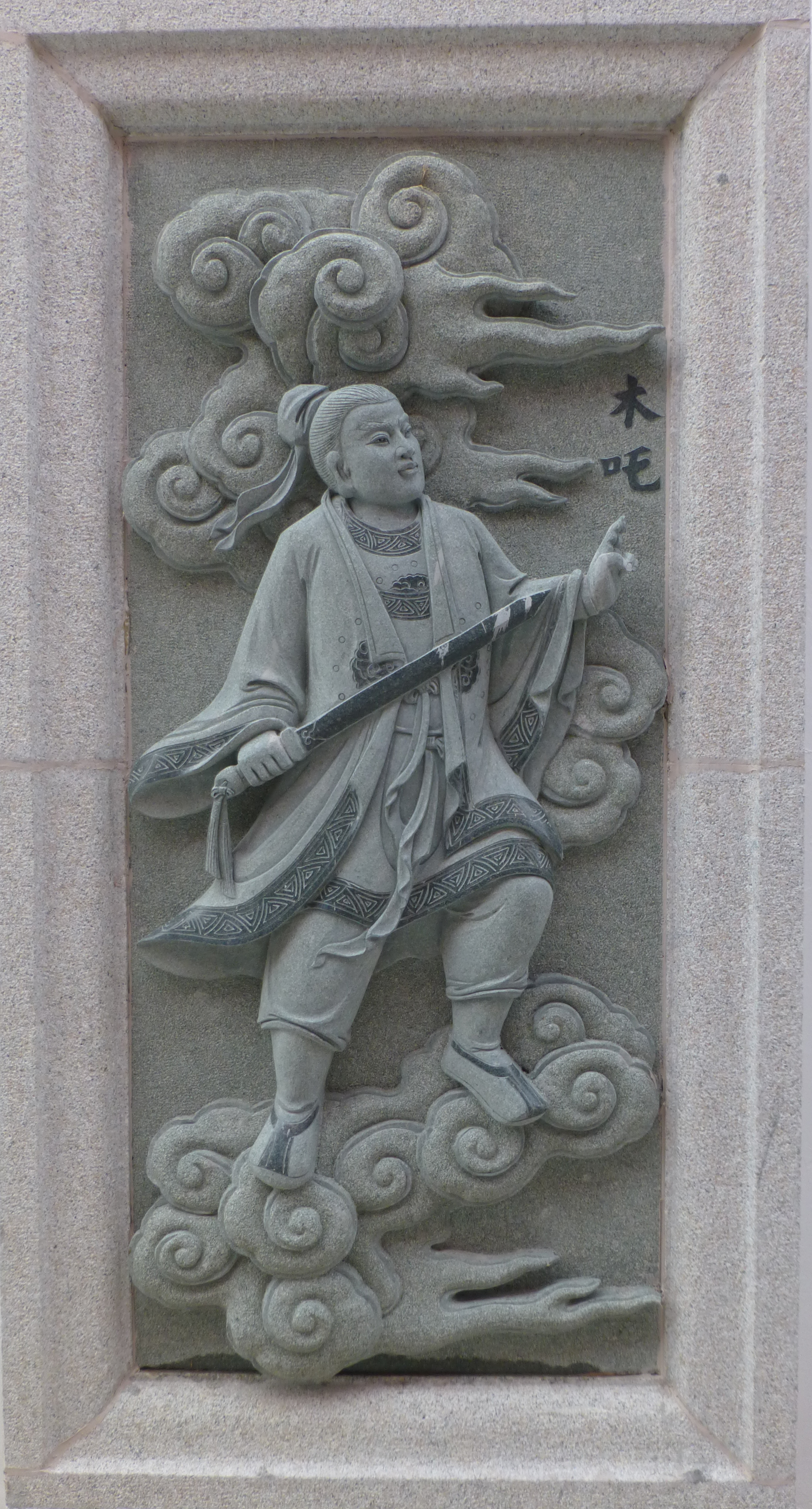
馬來西亞實兆遠品仙祠大伯公廟的《封神演義》木吒浮雕

在《西遊記》裡，木吒在天庭成為觀世音菩薩座下弟子，法名惠岸，其形象是一名使用铁棍的行者。木吒曾奉師命收服沙僧。後來孫悟空敗給紅孩兒時，惠岸向其父李靖借用三十六把天罡刀協助觀音菩薩收服紅孩兒，令其成為觀音座下善財童子。
在小说《封神演義》中，木吒是陳塘關總兵李靖（之後成為托塔天王）的二兒子，兄長為金吒，弟為哪吒。木吒是九宮山白鶴洞普賢真人的弟子，曾下山助武王伐紂，一同與長兄金吒作戰。擁有道術飛劍法寶「吳鉤寶劍」，是雌雄雙劍，下山首功便擊殺九龍島四聖之一的李興霸，後來在遊魂關亦曾斬殺徹地夫人立功。戰事終結後，木吒與數名闡教道士肉身成聖。清代车王府的鼓词《封神榜》里，其形象为“身着黄杉杀蛮带，手中擎定剑二根。环眉大眼天生俊，齿白唇红少年人。”

## 影視作品

### 電視劇
| 年份   | 劇名                 | 演員   | 製作公司             | 備註     |
| ------ | -------------------- | ------ | -------------------- | -------- |
| 1986年 | 《哪吒》             | 譚德誠 | 亞視                 |          |
| 1990年 | 《封神榜》           | 周銘   | 上海電視劇製作中心   |          |
| 2000年 | 《封神榜》           | 鍾天   | 中國電視公司（中視） |          |
| 2001年 | 《封神榜》           | 敖嘉年 | 香港電視廣播有限公司 |          |
| 2006年 | 《封神榜之鳳鳴岐山》 | 張超   | 中國中央電視台       |          |
| 2009年 | 《封神榜之武王伐紂》 | 楊晨   | 中國中央電視台       | 林心如版 |
| 2014年 | 《封神英雄榜》       | 蘭昊宇 | 山東衛視             |          |